# Črna na Koroškem
Črna na Koroškem (em alemão:  Schwarzenbach) é um município da Eslovênia. A sede do município fica na localidade de mesmo nome.